# 木工機械整備技能士
木工機械整備技能士（もっこうきかいせいびぎのうし）とは、国家資格である技能検定制度の一種で、かつて都道府県職業能力開発協会が実施していた、木工機械整備に関する学科及び実技試験に合格した者をいう。
2013年2月14日、受験者減少により機械木工職種に統合され廃止された。